# Frédéric Ier de Souabe
Pour les articles homonymes, voir Frédéric de Hohenstaufen.
Frédéric Ier, né vers 1050 et mort le 4 juin 1105, est un prince de la maison de Hohenstaufen, fils du comte Frédéric de Büren et de Hildegarde von Schlettstadt. Il fut duc de Souabe de 1079 jusqu'à sa mort, le premier des Hohenstaufen à diriger ce duché.

## Biographie

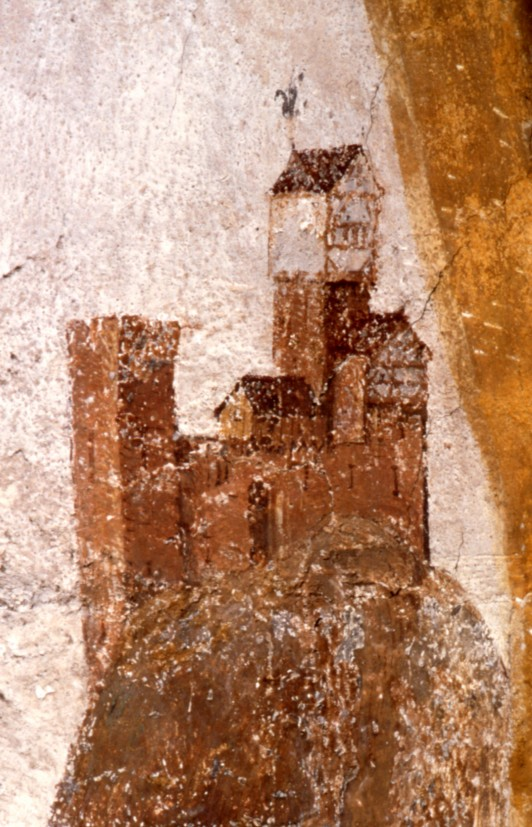
Le château de Hohenstaufen (fresque de l'église d'Oberhofen).

Il était le fils du comte Frédéric, surnommé « de Büren » dans les écrits de Wibald de Stavelot, et de son épouse Hildegarde von Schlettstadt († vers 1095), fille du comte alsacien Gérard Ier d'Eguisheim-Dagsbourg. L'un de ses frères est Otto de Hohenstaufen († 1100), nommé évêque de Strasbourg en 1082, fondateur du prieuré de Sainte-Foy de Sélestat avec sa mère. 
En tant que comte en Souabe, Frédéric Ier a tenté de consolider et étendre son pouvoir. Il fit construire le château de Hohenstaufen, situé sur une butte-témoin au pied du Jura souabe, vers 1070. Une autre forteresse à Lorch a été transformée en abbaye bénédictine vers 1100. Néanmoins, ses domaines se sont limités au patrimoine de son père et les possessions de sa mère autour de Sélestat (Schlettstadt) et Haguenau en Alsace.
L'événement majeur de la vie de Frédéric fut le moment durant la querelle des Investitures où Rodolphe de Rheinfelden, duc de Souabe, se fait élire « antiroi de Germanie » le 15 mars 1077. Le roi Henri IV prononce sa déchéance du duché de Souabe et en 1079 à Ratisbonne, il désigne Frédéric comme nouveau duc ; de plus, il fiança sa fille Agnès - âgée de sept ans - à lui. Frédéric était un soutien fidèle du roi. Rodolphe est tué à la bataille de Hohenmölsen l'année suivante ; Frédéric doit toutefois faire face aux revendications du fils de son prédécesseur Berthold de Rheinfelden († 1090) soutenu par la papauté et la noblesse souabe, notamment le duc Berthold II de Zähringen avec lequel il finit par conclure un accord de partage en 1098.
Pendant que Henri IV s'est rendu en Italie, Frédéric Ier est le principal chef militaire en Germanie luttant contre le nouveau antiroi Hermann de Salm et les Welf dans l'est de la Souabe. Il a réussi à étendre le propre pouvoir des Hohenstaufen sur les domaines d'Ulm, ainsi que sur l'abbaye de Wissembourg et l'évêché de Spire, le pays d'origine de la dynastie franconienne. 
À la suite de sa mort en 1105, il fut enterré à la collégiale de Lorch. Son fils aîné Frédéric II hérita du duché de Souabe, lorsque son fils cadet Conrad fut élu roi des Romains en 1138.

## Mariage et descendance
En 1089, Frédéric épouse Agnès de Franconie, fille de l'empereur Henri IV et de sa première épouse Berthe de Turin. Ils eurent plusieurs fils et filles parmi lesquels :
- Frédéric II (1090-1147), duc de Souabe, père de Frédéric Barberousse ;
- Conrad (1093-1152), roi de Germanie ;
- Gertrude, épouse Hermann de Stahleck, comte palatin du Rhin ;
- Richilde de Staufen (?), épouse le comte Hugues Ier « Cholet » de Roucy.

Veuve, Agnès se remaria avec le margrave Léopold III d'Autriche, issu de la maison de Babenberg.